# ثلاثة أيام من دي بان 2018
ثلاثة أيام من دي بان 2018 (بالفرنسية: Trois Jours de Bruges-La Panne 2018)‏ هو سباق دراجات هوائية، وهو الموسم رقم 42 من السباق، وأقيم في 21 مارس 2018، وامتدّ لمسافة 202.4 كيلومتر، وهو أحد سباقات طواف أوروبا للدراجات 2018، وقد شارك في السباق 147 متسابقاً ووصل إلى نهايته 132 متسابقاً.
فاز فيه بالمركز الأول إيليا فيفياني، وبالمركز الثاني باسكال أكرمان، وبالمركز الثالث جاسبر فيليبسين.

## الفرق
| فرق عالمية (5)- Bora-Hansgrohe - Lotto Soudal - Mitchelton-Scott - Quick-Step Floors - Katusha-Alpecin فرق قارية محترفة (15)- أكوا بلو سبورت 2018 ‏ - CCC Development Team ‏ - Cofidis, Solutions Crédits - Direct Énergie - غازبروم روسفيلو ‏ - Hagens Berman Jayco ‏ - Israel Cycling Academy - نيبو-فيني فانتيني-يوربا أوفيني 2018 ‏ - رومبوت تشارلز ‏ - سبورت فلاندرين بالويس 2018 ‏ - UnitedHealthcare Pro Cycling (men's team) ‏ - Vérandas Willems-Crelan ‏ - فيتال كونسبت 2018 ‏ - Wanty-Groupe Gobert - بنجوال باوليز ساوكس دبليو بي ‏ فرق قارية (2)- Team Metalced ‏ - سوبرانو هام ايزوريكس 2018 ‏ |  |
| |  |

## التصنيف العام النهائي
| التصنيف العام | التصنيف العام      | التصنيف العام   | التصنيف العام                   | التصنيف العام     |        |
| الدراج        | الدراج             | البلد           | الفريق                          | الوقت             | السرعة |
| ------------- | ------------------ | --------------- | ------------------------------- | ----------------- | ------ |
| 1.            | إيليا فيفياني      | إيطاليا         | كويك ستب-فلورز                  | 4 س 41 دقيقة 08 ث |        |
| 2.            | باسكال أكرمان      | ألمانيا         | بورا هانسغروه                   | + 0 ث             |        |
| 3.            | جاسبر فيليبسين     | بلجيكا          | Hagens Berman-Axeon             | + 0 ث             |        |
| 4.            | بابتيست بلانكايرت  | بلجيكا          | كاتوشا ألبيسين                  | + 0 ث             |        |
| 5.            | ينس ديبوشار        | بلجيكا          | لوتو سودال                      | + 0 ث             |        |
| 6.            | أموري كابيو        | بلجيكا          | Sport Vlaanderen-Baloise        | + 0 ث             |        |
| 7.            | روي يانس           | بلجيكا          | WB-Aqua Protect-Veranclassic    | + 0 ث             |        |
| 8.            | هوغو هوفستيتر      | فرنسا           | كوفيديس                         | + 0 ث             |        |
| 9.            | أدم بليث           | المملكة المتحدة | Aqua Blue Sport                 | + 0 ث             |        |
| 10.           | إدوارد مايكل جروسو | رومانيا         | Nippo-Vini Fantini-Europa Ovini | + 0 ث             |        |

## وصلات خارجية
- الموقع الرسمي
- ثلاثة أيام من دي بان 2018 على موقع إحصائيات الدراجات الإحترافية (الإنجليزية)